# 헨드릭 카시미르
헨드릭 브뤼흐트 헤르하르트 카시미르(네덜란드어: Hendrik Brugt Gerhard Casimir, FRS, 1909년 7월 15일 ~ 2000년 5월 4일)는 네덜란드의 물리학자다. 1934년 코르넬리스 야코뷔스 호르터르(네덜란드어: Cornelis Jacobus Gorter)와 초전도체의 이유체 모형에 관한 연구와 1948년 드릭 폴더와 함께 연구한 카시미르 효과로 유명하다.

## 생애
카시미르는 레이던 대학교의 파울 에렌페스트(독일어: Paul Ehrenfest) 밑에서 이론물리학을 공부했으며, 1931년에 박사학위를 받았다. 그의 박사학위 논문은 회전하는 강체에서의 양자 역학과 분자 회전의 군 이론을 다루고 있다. 이 시간 동안 그는 코펜하겐에서 닐스 보어와 시간을 보내기도 했다. 박사학위를 받은 뒤에 그는 취리히에서 볼프강 파울리의 조수로 일했다. 1938년에 레이던 대학교의 물리학 교수가 되었다. 그때 그는 열전도와 전류를 연구하고 있었으며, 밀리켈빈 온도의 성과에 기여했다.
1942년 제2차 세계 대전동안 카시미르는 네덜란드 에인트호번에 있는 필립스 물리학 연구소로 이동하였다. 그는 활동적인 과학자로 남았으며 1945년엔 미시적인 가역성의 라르스 온사게르의 원리에 관한 논문을 썼다. 1946년에 그는 필립스 연구소의 공동 이사가 되었으며 1956년에는 회사의 이사회의 일원이 되었다. 그는 1972년에 필립스에서 은퇴했다.
비록 그는 많은 시간을 산업계에서 보냈지만, 헨드릭 카시미르는 네덜란드에서 위대한 이론물리학자 중 한 명이다. 카시미르는 연구실에 있을 1931년부터 1950년까지 과학에 많은 기여를 하였다. 이러한 기여는 다음을 포함한다. 순수 수학, 리 군(1931년), 초미세구조, 핵의 사극자 모멘트 계산(1935년), 자성, 저온물리학, 초전도체의 열역학, 상자성완화(1935년 ~ 1942년), 돌이킬 수 없는 상의 온사거 이론의 적용이 그것이다. 그는 유럽 물리학회의 설립을 도왔으며 1972년부터 1975년까지 학회장을 맡기도 했다. 1979년엔 유럽 입자 물리 연구소의 설립 25주년 기념 행사의 일환으로 온 기조 연설자들 중에 한 사람이 되기도 했다.
1948년 필립스 물리학 연구소에 있을 동안 드릭 폴더와 협력하여 두 전도성 판 사이의 양자역학적 효과를 예견했다. 오늘날 카시미르 효과로 알려진 이것은 MEMS 등에 중요한 결과를 가져다 주었다.
그는 네덜란드 밖의 대학에서 6개의 명예 박사 학위를 받았다. 또한 그는 미국 산업과학연구소의 IRI 메달을 받는 등 많은 상들을 받았다. 그리고 그는 미국 공학한림원의 외국인 준회원이기도 했다.

## 같이 보기
- 카시미르 효과
- 카시미르 불변량
- 카시미르 압력

## 참고 문헌
- H. B. G. Casimir, Het toeval van de werkelijkheid: Een halve eeuw natuurkunde (Meulenhof, Amsterdam, 1983). ISBN 90-290-9709-4.
- Rechenberg, Helmut (2001년 7월). “Hendrik Brugt Gerhard Casimir (1909-2000). The Physicist in Research, Industry and Society”. 《Eur. J. Phys.》 22 (4): 441–446. Bibcode:2001EJPh...22..441R. doi:10.1088/0143-0807/22/4/320.
- For some relevant bibliographical details the reader may consult: Hendrik Casimir/Sources.

## 출판물
- H. B. G. Casimir, Haphazard Reality: half a century of science (Harper & Row, New York, 1983); Casimir's autobiography in English. ISBN 0-06-015028-9
- H. B. G. Casimir, Het toeval van de werkelijkheid: Een halve eeuw natuurkunde (Meulenhof, Amsterdam, 1992); Casimir's autobiography in Dutch. ISBN 90-290-9709-4
- H. B. G. Casimir, and D. Polder, The Influence of Retardation on the London-van der Waals Forces, Physical Review, Vol. 73, Issue 4, pp. 360–372 (1948).  보관됨 2011-11-23 - 웨이백 머신
- H. B. G. Casimir, On the attraction between two perfectly conducting plates, Proceedings of the Royal Netherlands Academy of Arts and Sciences, Vol. 51, pp. 793–795 (1948).